# 신용사회구현시민연대
신용사회구현시민연대는 비영리민간단체로써 기업파산 및 구조조정으로 인한 실업, 사업실패, 신용카드연체, 대출연체, 도박, 부동산투자 실패, 주식투자 실패 등 국가 정책이나 기업 활동 및 개인의 신용관리 미숙으로 인한 채무자의 양산을 막고, 이미 양산된 채무자의 재기를 지원하며 채권 채무자간 법의 형평을 도모하는 개인 중심의 금융 소비자단체이다.
신용사회구현시민연대는 그 동안 부채문제의 양산과 해소를 위하여 길거리 카드발급의 규제 활동과 불법 채권추심 근절운동, 이자제한법 입법과정 등 크고 작은 활동에 관여하여 신용회복위원회, 배드뱅크, 개인파산 및 회생제도의 정책에 기여하고 있다.
신용사회구현시민연대는 연대보증과 같은 구시대적인 금융제도로 인하여 채무자가 양산되는 불합리한 환경을 개선하고 금융소비자의 권익을 옹호하기 위하여 1999년 설립자인 석승억대표에 의해 신용불량자들의 자구모임으로 시작하여 과중채무자들의 모임으로 한차례 변경된 후 2001년부터 지금의 신용사회구현시민연대란 이름으로 활동해 왔으며 2003년 11월 당시 재정경제부 제11호 등륵 비영리민간단체로 등록하였다.